# Одна (фильм, 2022)
«Одна́» — российский драматический фильм 2022 года режиссёра Дмитрия Суворова. Выход в широкий прокат состоялся 9 июня 2022 года. Возрастное ограничение — 12+.
Фильм основан на реальных событиях авиакатастрофы над Завитинском и описывает один из случаев, когда при падении самолёта с большой высоты остаются выжившие.

## Сюжет
24 августа 1981 года молодожёны Лариса и Владимир Савицкие после свадебного путешествия в Комсомольске-на-Амуре летели на борту самолёта, следовавшего в Благовещенск. В результате столкновения с бомбардировщиком ВВС СССР за полчаса до посадки самолёт Ан-24 потерпел крушение. В выживших остаётся лишь Лариса. Ей предстоит трое суток провести в суровой тайге, прежде чем её найдут.

## В ролях
| Актёр                | Роль                          |
| -------------------- | ----------------------------- |
| Надежда Калеганова   | Лариса Савицкая               |
| Максим Иванов        | Володя Савицкий               |
| Виктор Добронравов   | Князев майор                  |
| Анна Дубровская      | Раиса Сергеевна мать Ларисы   |
| Владимир Виноградов  | Иван отчим Ларисы             |
| Мария Сокова         | Галина Георгиевна мать Володи |
| Владислав Ветров     | Виктор Петрович отец Володи   |
| Диана Енакаева       | Таня                          |
| Даниил Гольдфельд    | Димка брат Ларисы             |
| Леонид Громов        | председатель                  |
| Ян Цапник            | пилот вертолёта               |
| Сергей Белов         | штурман                       |
| Вадим Колганов       | комполка                      |
| Владимир Стеклов     | начальник Князева             |
| Александр Асташёнок  | лётчик                        |
| Анна Родоная         | Наташка                       |
| Антон Багров         | командировочный               |
| Ирина Соболева       | жена командировочного         |
| Виталия Корниенко    | девочка в самолёте            |
| Елена Тонунц         | преподаватель                 |
| Анна Бачалова        | мать девочки в самолёте       |
| Андрей Бутин         | генерал                       |
| Ирина Основина       | секретарь                     |
| Анна Масальская      | бортпроводница                |
| Юрий Лопарёв         | бортмеханик                   |
| Илья Лыков           | авиадиспетчер 1               |
| Алексей Поляков      | авиадиспетчер 2               |
| Никита Тарасов       | авиадиспетчер                 |
| Сергей Дьяков        | солдатик                      |
| Ирина Чипиженко      | бабулька                      |
| Пётр Логачев         | пилот истребителя             |
| Ёла Санько           | экскурсовод                   |
| Александр Комиссаров | главврач                      |
| Полина Рашкина       | женщина в кофте               |
| Наталья Ромашенко    | начальница узла связи         |
| Анна Барсукова       | администратор                 |
| Ольга Хохлова        | дежурная                      |
| Евгений Березовский  | батя                          |
| Юрий Внуков          | начальник вокзала             |
| Никита Клещёв        | Тимофей                       |
| Илья Кондратенко     | сын командировочного          |
| Юлия Чарандаева      | продавец магазина             |
| Игорь Пехович        | преподаватель                 |
| Григорий Бредов      | командир экипажа Ан-24        |

## Съёмки фильма
Основные фотосъёмки начались в августе 2020 года на территории Кизела, Губахи, Гремячинска и в других районах Пермского края. Также в Вологде на площади революции съёмки поездка на автомобиле из аэропорта Вологда.

### Кастинг
На премьере также появилась Лариса Савицкая, история которой легла в основу сценария.
Для Надежды Калегановой, актрисы МХТ имени Чехова, это первая главная роль на большом экране. Калеганова рассказала, что Лариса Савицкая поддерживала её во время съёмок, давала правильный настрой.